# کس سانستاین
کَس سانستاین (انگلیسی: Cass Sunstein؛ زادهٔ ۲۱ سپتامبر ۱۹۵۴) یک سیاست‌مدار اهل ایالات متحده آمریکا است. او از جمله به سبب کتاب Nudge  بسیار مشهور است که در آن با ریچارد تالر همکاری کرده است. همچنین او نویسنده همکار دنیل کانمن و الیویه سیبونی در کتاب نویز: نقصی در قضاوت انسان (۲۰۲۱) است.  

## زندگی
سانستاین متولد ۲۱ سپتامبر ۱۹۵۴، در کنکورد در ایالت ماساچوست است. مادرش marian یک معلم بود، و پدرش cass Richard sunstein یک آپارتمان ساز بود، که هر دو یهودی بودند. سانستاین یک پژوهشگر حقوق است، به ویژه در زمینه‌های حقوق اساسی، حقوق اداری، حقوق محیط زیست و حقوق اقتصادی رفتاری تخصصی دارد. او دو بار ازدواج کرده‌است، همسر اول او Lisa Ruddick بود که از هم جدا شدند. سانستاین زمانی که در دانشگاه هاروارد تحصیل می‌کرد با همسر اولش آشنا شد.Lisa دانشیار زبان انگلیسی در دانشگاه شیکاگو و متخصص در امور مدرنیسم بریتانیا است. پس از آن با Martha Nussbaum که نویسندهٔ همکار او و فیلسوف و استاد حقوق در دانشگاه شیکاگو بود آشنا شد. سانستاین در سال ۲۰۰۸ با Samantha Power ازدواج کرد. خانم Power یک نویسنده و دیپلمات ایرلندی آمریکایی است که به عنوان سفیر ایالات متحده در سازمان ملل متحد از سال ۲۰۱۳ تا ۲۰۱۷ فعالیت داشت، و نیز استاد سیاست عمومی در دانشگاه هاروارد است. آشنایی آن‌ها با همدیگر به زمانی بر می‌گردد که به عنوان مشاوران کمپین باراک اوباما فعالیت می‌کردند. سانستاین ۳ فرزند دارد که دو نفر از آن‌ها حاصل ازدواج دوم اوست. یک پسر به نام Declan و یک دختر به نام Rian حاصل ازدواج دوم اوست.
سانستاین همچنین یک بازیکن مشتاق اسکواش است که به صورت حرفه‌ای بازی می‌کند و در سال ۲۰۱۷ انجمن اسکواش حرفه‌ای، او را در رتبهٔ ۴۴۹ جهان قرار داد.

## تحصیلات
در سال ۱۹۷۵ لیسانس خود را از دانشگاه هاروارد گرفت؛ جایی که او عضو تیم اسکواش بود، همچنین در این دوره عضو هیئت ویراستاران هاروارد بود. در سال ۱۹۷۸ از دانشکدهٔ حقوق دانشگاه هاروارد دکترای حقوق خود را با درجه عالی کسب کرد. در این دوره سردبیر اجرایی حقوق مدنی بود. همچنین در این دوره عضو تیم برندهٔ رقابت دادگاه Ames moot بود. مسابقهٔ Ames moot Court یک مسابقهٔ سالیانه است که سطح بالاتری از مسابقهٔ Moot court دارد، که در دانشکدهٔ حقوق دانشگاه هاروارد برگزار می‌شود.

## حرفه و پیشه
Sunstein در دفترمشاورهٔ حقوقی در وزارت دادگستری از سال ۱۹۸۰ به عنوان وکیل و مشاور حقوقی کار می‌کرد. پس از آن به عنوان استادیار حقوق در دانشکدهٔ حقوق دانشگاه شیکاگو، بین سال‌های ۱۹۸۱ تا ۱۹۸۳ به فعالیت پرداخت، همچنین در این دانشگاه استادیار دانشکدهٔ علوم سیاسی نیز شد. در سال ۱۹۸۵ او استاد تمام حقوق و علوم سیاسی شده بود. در سال ۱۹۹۳ دانشگاه شیکاگو به خاطر خدمات برجسته اش از او تقدیر کرد و مفتخر به دریافت جایزه شد.
در پاییز سال ۲۰۰۸ سانستاین به دانشکدهٔ حقوق دانشگاه هاروارد پیوست و شروع به خدمت به عنوان مدیر برنامه بر روی مقررات ریسک و مخاطرات کرد. این برنامه، بر روی ارتباط بین حقوق و سیاست بر خطرات اصلی قرن ۲۱، متمرکز بود. محدودهٔ پیش‌بینی شده از این مطالعه شامل خر تغییرات آب و هوا، امنیت شغلی، بیماری‌های عفونی، بلاهای طبیعی و دیگر حوادث با احتمال کمتر بود. او قصد داشت که در این برنامه به مشارکت قابل توجه دانشجویان تکیه کند.
سانستاین از سال ۲۰۰۸ تا ۲۰۱۳ کرسی Felix Frankfurter را در دانشگاه هاروارد با مرتبهٔ استاد تمامی داشت و از سال ۲۰۱۳ تاکنون کرسی Robert Walmsley را در دانشگاه هاروارد با مرتبهٔ استاد تمامی دارد.
در تایخ ۷ ژانویه ۲۰۰۹ روزنامهٔ وال استریت گزارش داد که از سانستاین می‌توان به عنوان مدیر دفتر اطلاعات و امور نظارتی کاخ سفید نام برد. این خبر باعث ایجاد جنجال در بین حقوقدانان مترقی و دانشمندان محیط زیست شد. تاییدیهٔ سانستاین به دلیل اختلاف برسر اتهامات وارد بر او در مورد دیدگاه‌های سیاسی و علمی اش، مدت زیادی به تعویق افتاد. در نهایت در تاریخ ۹ سپتامبر ۲۰۰۹ مجلس سنا رأی به کفایت مذاکرات در مورد نامزدی سانستاین به عنوان مدیر دفتر اطلاعات و امور نظارتی کاخ سفید داد، و در تاریخ ۱۰ سپتامبر ۲۰۰۹ صلاحیت او را تأیید کرد. سانستاین از سال ۲۰۰۹ تا ۲۰۱۲ در دولت اوباما مدیر اطلاعات و امور نظارتی کاخ سفید بود.

## خلاصهٔ برخی نظریات
سانستاین در کتاب Infotopia به بررسی روش‌های جمع‌آوری اطلاعات می‌پردازد. در آن روش‌ها بحث از بازار پیش‌بینی، نرم‌افزارهای منابع باز، منبع ویکی (Wikisource)، صورت می‌گیرد.
کتاب دومین قانون اساسی (The second bill of rights)، به انقلاب ناتمام فدرال و اینکه چرا بیشتر از همیشه به آن نیاز داریم می‌پردازد، و در این کتاب به طرفداری از دومین قانون اساسی آمریکا که توسط فرانکلین روزولت تهیه شده بود می‌پردازد.
در میان این حقوق اساسی، حق آموزش، حق مسکن، حق بهداشت و درمان، حق محافظت در برابر انحصارات وجود دارد. سانستاین استدلال می‌کند که این دومین قانون اساسی آمریکا تأثیر بین‌المللی شدیدی دارد و باید در ایالات متحدهٔ آمریکا احیا شود.
در کتاب Republic.com سانستاین استدلال می‌کند که اینترنت ممکن است دموکراسی را تضعیف کند، و دلیل آن را این می‌داند که اینترنت به شهروندان اجازه می‌دهدکه خودشان را در گروه‌هایی که نظرات و تجربیات خود را به اشتراک می‌گذارند، منزوی و محدود کنند، و به این ترتیب خود را از هرگونه اطلاعاتی که ممکن است باعث شود تا باورهای خود را به چالش بکشند مصون می‌دارند. پدیده‌ای که او آن را Cyberbalkanization نامید.
او بسیاری از دیدگاه‌های خود در این کتاب را، قبل از تأیید شدنش برای مدیردفتر اطلاعات و امور نظارتی کاخ سفید، رسماً پس گرفت و گفته‌های خود را تکذیب کرد، برای اینکه تأیید مجلس سنا را به دست بیاورد.
Rudy Takala سؤال کرد که آیاسانستاین باوجود نظریاتش همچنان در دولت اوباما پایدار می‌ماند؟
Michael o`rielly عضو کمیتهٔ ارتباطات ایالات متحدهٔ آمریکا با طفره رفتن از این سؤال اینگونه پاسخ داد: «همهٔ افراد نیاز به یک تلنگر (اسم یکی از کتب سانستاین) و اشاره دارند، درسته؟».
سانستاین به همراه Richard Thaler اقتصاددان و استاد دانشگاه شیکاگو کتاب Nudge (تلنگر)، را تألیف کردند. این کتاب در مورد بهبود تصمیم‌گیری در مورد سلامت، ثروت و شادی است و در آن بحث می‌شود که چگونه سازمان‌های دولتی و خصوصی می‌توانند به مردم کمک کنند تا انتخاب‌های بهتری در زندگی روزمرهٔ خود داشته باشند. این دو نویسنده استدلال می‌کنند که مردم اغلب انتخاب‌های ضعیفی می‌کنند و زود با دستپاچگی از آن‌ها سرخورده می‌شوند، ما این کار را به این دلیل انجام می‌دهیم که انسان هستیم. همهٔ ما مستعد دچار شدن به یکسری تعصبات معمول هستیم که می‌تواند به همان اندازه به اشتباهات شرم آوری در تحصیلات، امور مالی شخصی، مراقبت‌های بهداشتی و شادی منجر شود.
ایده‌های موجود در این کتاب مورد استقبال و محبوبیت سیاستمداران از قبیل رئیس‌جمهور ایالات متحدهٔ آمریکا باراک اوباما، نخست‌وزیر بریتانیا دیوید کامرون، و حزب محافظه کار بریتانیا، قرار گرفت. با این حال ایدهٔ کتاب Nudge مورد انتقاد قرار گرفت، دکتر Tammy Boyce از بنیاد سلامت عمومی گفته‌است: «ما نیاز داریم که از حرکات کوتاه مدت دوری کنیم، طرح‌های با انگیزه‌های سیاسی مانند: ایدهٔ تلنگر زدن به مردم که مبتنی بر شواهد و مدارک خوبی نیستند، در ایجاد تغییرات رفتاری بلندمدت، به مردم کمکی نمی‌کنند.»

## فلسفهٔ حقوقی
سانستاین طرفدار مینیمالیسم قضایی است. مینیمالیسم یا ساده گرایی یک مکتب هنری است که اساس آثار و بیان خود را بر پایهٔ سادگی بیان و روش‌های ساده و خالی از پیچیدگی‌های معمول فلسفی یا شبه فلسفی بنیان گذاشته‌است. استدلال سانستاین این است که قضات باید در درجهٔ اول در مورد تصمیم‌گیری در پرونده‌ای که تحت رسیدگی آنان قرار دارد، متمرکز شوند و از ایجاد تغییرات گسترده درقانون یا تصمیم‌گیری که دارای اثرات گسترده‌ای است، خودداری کنند.
برخی او را به عنوان لیبرال می‌شناسند. به‌طور کلی لیبرالیسم بر حقوق افراد و برابری فرصت تأکید دارد و لیبرال‌ها آزادی شخصی را مهم‌ترین هدف سیاسی خود می‌دانند. با این وجود سانستاین پشتیبانی نظری شدیدی از مجازات اعدام ارائه می‌دهد.
بسیاری از آثار او تداعی‌کنندهٔ اقتصاد رفتاری برای رعایت قانون هستند که این امر نشان دهندهٔ این است که مدل بازیگر عقلانی، گاهی اوقات منجر به آگاهی ناقص مردم در پاسخ به مداخلهٔ قانونی، خواهد شد.
سانستاین با دانشگاهیانی که در اقتصاد رفتاری آموزش دیده‌اند نیز همکاری می‌کند، که برجسته‌ترین ایشان Richard Thaler, Daniel Kahneman و Christine M Jolls هستند. این همکاری به این دلیل است که نشان دهد چگونه مفروضات نظری حقوقی و اقتصادی باید توسط یافته‌های تجربی جدید در مورد چگونگی رفتار واقعی مردم، تعدیل شوند.
او بر این عقیده است که تفسیر قانون فدرال نباید به وسیلهٔ قضات انجام شود، اما باورها و عقاید رئیس‌جمهور ایالات متحدهٔ آمریکا و کسانی که در اطراف او هستند برخلاف این است. مطابق نظر سانستاین هیچ دلیل وجود ندارد که در عالم واقع، در مواجهه با ابهامات قانونی، معنای قوانین فدرال باید توسط تمایلات و گرایش‌های قضات فدرال حل و فصل شود. در نتیجه باید به جای عقاید و باورهای رئیس‌جمهور ایالات متحدهٔ آمریکا و همکاران او، موافق نظر سانستاین استدلال کرد.
سانستاین به همراه نویسندهٔ همکار خود یعنی Richar Thaler نظریهٔ پدرسالاری آزادی‌خواهی را به تفصیل شرح داده‌است.
او در بحث از این نظریه با متفکران، دانشگاهیان، سیاستمداران مشورت کرده‌است تا یافته‌های اقتصاددانان رفتاری را در اعمال قانون بپذیرد. برای حفظ آزادی انتخاب درحالیکه حلقهٔ فولادی تصمیمات مردم، آن‌ها را هدایت می‌کند که زندگی شان را بهتر کنند، او با همکاری Thaler اصطلاح «معمار انتخاب» را ابداع کرده‌است.

## کمیسیون نظامی
در سال ۲۰۰۲ در اوج جنجال برسر ایجاد کمیسیون‌های نظامی بدون تصویب کنگره توسط جورج بوش، سانستاین برای اصرار بر اینکه، «بر اساس قوانین موجود رئیس‌جمهور جورج بوش از اختیار قانونی خود برای تشکیل کمیسیون هاس نظامی استفاده کرده‌است و این انتخاب رئیس‌جمهور بوش در حیطهٔ اختیارات قانونی او قرار دارد»، قدمی رو به جلو برداشت.
سانستاین در این مورد با عنوان مضحک مورد تمسخر قرار گرفت، با این استدلال که استاد حقوق Georg P Fletcher، بر این باور بود که دیوان عالی آمریکا، تشکیل کمیسیون‌های نظامی توسط جورج بوش را فاقد مبنای قانونی می‌دانست.
سانستاین در کتاب Democracy and the problem of free speech، بیان می‌کند که نیاز به اصلاح متمم اول قانون اساسی وجود دارد.
او عقیده دارد که فرمول فعلی، که براساس مفهوم عدالت از دیدگاه Holmes در مورد آزادی بیان، استوار است، مانند یک بازار است که آرمان‌های کسانی را که سند تأسیس آمریکا را نوشته‌اند آزار می‌دهد و به آن‌ها لطمه می‌زند.
هدف از این فرمول این است که نیرویی تازه به فرایند اندیشه‌های دموکراتیک با به دست آوردن توجه بیشتر به مسایل عمومی و تنوع دیدگاه‌ها، داده شود.
او از وضعیت موجود که از گفته‌ها و شنیده‌های افراد همفکر با یکدیگر برمی آید، نگران است، و معتقد است که در پرتو تغییرات حیرت‌انگیز اقتصادی و تکنولوژی، باید شک کنیم که آیا به عنوان تفسیر، تضمین آزادی بیان در قانون اساسی به اندازهٔ کافی در خدمت اهداف دموکراتیک است یا نه.

## حقوق حیوانات
سانستاین در برخی از آثارش به موضوع حقوق حیوانات پرداخته‌است، به عنوان نمونه در کتابی با همکاری نویسندهٔ دیگری در ارتباط با این موضوع تألیف کرده‌است، صفحاتی را در این باره نوشته‌است. عنوان این کتاب از این قرار است:
Animal rights: current debates and new directions
او این کتاب را به همراهی Martha Nussbaum تألیف کرده‌است، و مقالات متعددی از روی این کتاب نوشته شده‌است. در یک رویداد در دانشگاه هاروارد یک سخنرانی در مورد مواجهه با حیوانات برگزار شد که با عنوان یک پانل پیشگامانه در مورد حیوانات در اخلاق و در قانون شناخته شده‌است.
هر فرد معقول و منطقی به آنچه که او در مورد حقوق حیوانات می‌گوید اعتقاد دارد. از جله گفته‌های او در این زمینه این است که ممکن است ما نتیجه بگیریم که شیوه‌های معین و شناخته شده قادر به دفاع از حقوق حیوانات نیستند و نباید اجازه بدهیم که ادامه پیدا کنند؛ اگر در عمل به ناچار صرف وجود مقررات کافی باشد و همچنین اگر در عمل مقررات صرف بخواهند حقوق حیوانات را تضمین کنند؛ سطح آزار حیوانات بسیار بالا باقی خواهد ماند. نظرات سانستاین در مورد حقوق حیوانات باعث تولید اختلاف شد، در زمانی که سناتور Saxby Chambliss مانع انتصاب دوبارهٔ او به عنوان مدیر دفتر اطلاعات و امور نظارتی توسط اوباما شد. Chambliss مقدمهٔ حقوق حیوانات را توسط سانستاین مورد اعتراض قرار داد؛ بحث‌های جاری و دستورالعمل‌های جدید و کتابی که توسط سانستاین و نویسندهٔ همکارش یعنی Martha Nussbaum تألیف شده بود، مورد اعتراض قرار گرفت. در صفحهٔ ۱۱ کتاب که مقدمهٔ آن است، در طول یک بحث فلسفی در مورد اینکه آیا حیوانات باید به عنوان چیزهایی باشند که توسط انسان‌ها مورد تملک قرار می‌گیرند؟
سانستاین اشاره می‌کند که شخص نیاز ندارد در مورد حمایت‌های قانونی مختلف در برابر سوء استفاده و ظلم و ستم به حیوانات مشاوره بگیرد. به عنوان مثال بر اساس قوانین فعلی اگر کسی ببیند که همسایه اش در حال ضرب و شتم سگش است، نمی‌تواند همسایه اش را به خاطر رفتار ظالمانه با حیوانات تعقیب کند، چرا که آن‌ها جایگاه قانونی برای انجام چنین امری را ندارند. سانستاین معتقد است که اعطای اعتبار به حیوانات که توسط افراد دیگر قابل اجرا است می‌تواند میزان ظلم و ستم به حیوانات را با افزایش احتمال اینکه سوء استفاده از حیوانات مجازات خواهد داشت، کاهش دهد.

## تئوری توطئه و نفوذ دولت
سانستاین در سال ۲۰۰۸ به همراهی Adrian Vermeule مقاله‌ای با عنوان تئوری توطئه نوشتند که در ارتباط با خطرات و پاسخ‌های احتمالی دولت به تئوری توطئه است، که ناشی از انبوه اطلاعات معیوب در گروه‌هایی است که ممکن است در نهایت به خشونت منجر شود. در این مقاله آن‌ها نوشتند که وجود هر دو تئوری توطئهٔ داخلی و خارجی که به آن‌ها اشاره کردیم، موضوع کم‌اهمیتی است، خطرات واقعی نسبت به سیاست‌های ضد تروریستی دولت آن چیزهایی است که بعدها ممکن است اتفاق بیفتد. آن‌ها در ادامه پیشنهاد می‌دهند که بهترین پاسخ در این باره مشتمل بر نفوذ شناختی گروه‌های افراطی است. در جایی همچنین آن‌ها اشاره می‌کنند به شیوه‌های دیگری از جمله؛ اینکه مأموران دولت و متحدان آنان ممکن است وارد چت روم‌ها (اتاق‌های گفتگو)، شبکه‌های اجتماعی آنلاین یا حتی گروه‌های در فضای واقعی، شوند و برای تضعیف نفوذ تئوری توطئه در آن‌ها، با بالا بردن شک و تردید در مورد محل واقعی خود و منطق علت و معلولی، تلاش کنند. آن‌ها چندین بار از گروه‌هایی که این دیدگاه را ترویج می‌دادند که دولت آمریکا در حملات ۱۱ سپتامبر مسئول و همدست بوده، به عنوان گروه‌های افراطی یاد کردند. نویسندگان این مقاله اعلام می‌کنند که پنج پاسخ فرضی برای اینکه یک دولت می‌تواند به سمت تئوری توطئه برود وجود دارد، و ما به آسانی می‌توانیم یک سری پاسخ‌های ممکن را برای آن تصور کنیم:
1. دولت ممکن است نظریه‌پردازی توطئه را ممنوع اعلان کند.
2. دولت ممکن است نوعی مالیات مالی یا غیر آن را در مورد کسانی که چنین نظریه‌ای را منتشر می‌کند، اعمال کند.
3. دولت ممکن است خود را متعهد به سخنرانی ضد این تئوری کند و برای بی‌اعتباری تئوری توطئه استدلال کند.
4. دولت ممکن است به‌طور رسمی اشخاص خصوصی مورد اعتمادی را برای شرکت در این سخنرانی ضد این تئوری استخدام کند.
5. دولت ممکن است در ارتباطات رسمی با چنین افرادی، متعهد شود که آن‌ها را به کمک گرفتن تشویق کند.

با این حال نویسندگان دفاع می‌کنند که هر دستگاه دارای یک مجموعهٔ مشخص از آثار بالقوه یا هزینه‌ها و منافع است و هر یک در شرایط خاصی قابل تصور است، با این حال ایدهٔ اصلی سیاست ما این است که دولت باید در نفوذ شناختی از گروه‌هایی که تئوری توطئه را تولید می‌کنند دست به کار شود، که این کار شامل ترکیبی از پاسخ‌های ۳ و ۴ و ۵ است.
سانستاین و Vermeule همچنین عمل استخدام مقامات غیردولتی را تجزیه و تحلیل می‌کنند؛ آن‌ها اشاره می‌کنند که دولت می‌تواند کارشناسان مستقل و با اطلاعات را تأمین کند و شاید انگیزه دادن به آن‌ها را به وسیلهٔ اعمال پشت صحنه انجام دهد. به علاوه هشدار دادند که یک وابستگی بسیار نزدیک وجود دارد که اگر افشاء شود منجر به نتایج متناقضی می‌شود.
سانستاین و Vermeule استدلال می‌کنند که این عمل استخدام مقامات غیردولتی ممکن است منجر به رد پیشنهاد کارشناسان مستقل معتبر به جای مقامات دولتی شود. یک معاوضه بین اعتبار و کنترل وجود دارد. قیمت اعتبار این است که دولت نمی‌تواند روی کارشناسان غیر وابسته کنترلی داشته باشد، که این موقعیت توسط برخی از مفسران مورد انتقاد قرار گرفته‌است و آن‌ها استدلال می‌کنند که این موقعیت ممکن است ممنوعیت تبلیغات علیه دولت توسط شهروندان داخلی را نقض کند. این نویسندگان همچنین پیشنهاد می‌کنند که این تراوشات باید به دید نقد قابل تأمل علمی دیده شوند.

## کتاب Nudge و نظریات مطرح در آن
در این قسمت به بررسی یکی از کتاب‌های سانستاین و عقایدی که او در این کتاب ارائه می‌دهد می‌پردازیم. این کتاب در مورد بهبود تصمیم‌گیری در مورد سلامتی، ثروت و شادی است که توسط Cass Sunstein و Richard Thaler اقتصاد دان دانشگاه شیکاگو در سال ۲۰۰۸ به وسیلهٔ انتشارات دانشگاه ییل به چاپ رسیده‌است.
بر اساس تحقیقات علم روانشناسی و علم اقتصاد رفتاری این کتاب برای دفاع از آزادی‌خواهی پدرسالارانه و مهندسی فعال انتخاب در زندگی، تألیف شده‌است. این کتاب نقدهای مثبتی را دریافت کرده‌است.
روزنامهٔ گاردین این کتاب را با این کلمات توصیف کرده‌است: «تهدید هرگز»، «همیشه سرگرم‌کننده و روشن»، «جولان اقتصادی با نشاط، اما با درس‌های جدی». این کتاب به عنوان یکی از بهترین کتاب‌های سال ۲۰۰۸ توسط اقتصاد دانان انتخاب شده‌است.

## ۱. تعصبات و اشتباهات
در فصل ابتدایی این کتاب با نام: تعصبات و اشتباهات، تالر مثالی برای سانستاین بیان می‌کند که در ضمن این مثال می‌خواهد خواننده را با تعصبات موجود و مؤثر در تفکر آشنا کند. تالر این گونه مثال خود را بیان می‌کند:
به این دو میز که در تصویر موجود است نگاه کنید؛ فرض کنید که کدام یک از این دو میز به عنوان میز چای خوری در اتاق نشیمن شما کارایی بهتری دارد؟ و به نظر شما ابعاد این میزها چگونه است؟ نسبت طول به عرض هرکدام از این میزها را فقط با دیدن حدس بزنید. اگر شما مثل اغلب مردم باشید، فکر می‌کنید که میز سمت چپ باریک و طویل است. حدس معمول این است که نسبت طول به عرض میز سمت چپ۱/۳ و میز سمت راست ۱/۱٫۵ است. اکنون یک خط‌کش کنار هر کدام از میزها قرار دهید و خواهید دید که سطح هر دو میز کاملاً برابر هستند. اندازه بگیرید تا متقاعد شوید، چون این موردی است که با دیدن صرف باور نمی‌کنید. زمانی که تالر این مثال را برای سانستاین بیان می‌کند آن‌ها در محل همیشگی خوردن ناهارشان بودند، و سانستاین با استفاده از قاشق چنگالش میزها را اندازه‌گیری کرد. چه نتیجه‌ای از این مثال می‌گیریم؟ اگر شما میز سمت چپ را باریک و بلندتر از میز سمت راست دانستید، شما یک انسان قابل تأیید هستید. شما مرتکب اشتباهی نشده‌اید؛ حداقل در آنچه که ما از این تست می‌توانیم نتیجه بگیریم اینگونه است. قضاوت شما در این تست متعصبانه و قابل پیش‌بینی است. هیچ‌کس فکر نمی‌کند که میز سمت راست باریک‌تر باشد. شما نه تنها اشتباه کردید بلکه احتمالاً تصور کردید که درست می‌گویید. اگر بخواهید می‌توانید این مورد را به افراد متعارف دیگری نشان بدهید و حتی بر روی آن شرط ببندید.
اکنون به شکل بعدی نگاه کنید و بگویید که آیا این دو شکل با هم یکسان اند یا متفاوت اند؟ باز هم؛ اگر شما انسانی با دید متعارف باشید، ممکن است که این دو شکل را یکسان بپندارید، همان‌طور که هستند. اما این دو شکل همان میزهایی هستند که در تصویر قبلی وجود داشتند فقط پایهٔ آن‌ها حذف شده‌است. پایه‌های میزها و جهت آن‌ها ما را فریب می‌دهد، به‌طوری‌که فکر می‌کنیم در تصویر اول، سطح این میزها متفاوت است.
این دو عکس کلید بینش اقتصاد دانان رفتاری است، که آن را از روان شناسان قرض گرفته‌اند. ذهن انسان‌های معمولی به‌طور قابل ملاحظه‌ای خوب کار می‌کند. ما می‌توانیم کسانی را که مدت هاست ندیده‌ایم تشخیص دهیم، پیچیدگی‌های زبان ملی مان را درک کنیم، از پله‌ها به سمت پایین بپریم بدون این که زمین بخوریم. بعضی از ما می‌توانند به دوازده زبان مختلف صحبت کنند، نظریهٔ نسبیت را خلق کنند. در هر حال ممکن است انشتین هم به وسیلهٔ تصویر آن میزها گول بخورد؛ اما این به این معنا نیست که بعضی چیزها در مورد ما به عنوان انسان اشتباه است، بلکه به این معناست که شناخت ما از رفتار انسان‌ها می‌تواند بهتر شود، با درک این نکته که انسان‌ها به صورت سیستماتیک ممکن است دچار اشتباه شوند. برای به دست آوردن این شناخت ما نیاز داریم که برخی جنبه‌های تفکر انسانی را کشف کنیم. دانستن برخی چیزها در مورد سیستم شناختی، به دیگران اجازه می‌دهد که تعصبات سیستماتیکی که ما به آن‌ها اعتقاد داریم را کشف کنند. همان‌طور که دانستن برخی چیزها در مورد سیستم بصری انسان، به Roger Shepaerd که یک روان‌شناس و هنرمند بود، اجازه داد که تصویر آن میزهای فریب دهنده را طراحی کند.

## الف) رفتار انسان
یکی از توجیهات اصلی برای تأیید نظریهٔ پدر سالاری لیبرال تالر و سانستاین در کتاب تلنگر، ترسیم حقایق طبیعت انسان و روان‌شناسی است. این کتاب چالشی برای انسان اقتصاد محور است که هر یک از ما نیز راجع به آن فکر کرده و آن را با کمال میل انتخاب می‌کنیم و همچنین متناسب با تصویری که در کتاب‌های درسی از انسان ارائه شده‌است، توسط اقتصاد دانان پیشنهاد می‌شود. آن‌ها در این کتاب نمونه‌های بسیاری از تحقیقاتی را که مربوط است به سوالات جدی دربارهٔ عقلانی بودن قضاوت‌ها و تصمیماتی را که انسان‌ها می‌گیرند، مطرح می‌کنند. آن‌ها بیان می‌کنند که برخلاف انسان‌های اقتصادی، یک گروه دیگر از انسان‌ها اشتباهات قابل پیش‌بینی ای مرتکب می‌شوند، به دلیل استفادهٔ آن‌ها از فناوری هوشمند، مغالطه، و نیز چون راهی که آن‌ها انتخاب کرده‌اند به وسیلهٔ تعاملات اجتماعی آن‌ها تحت تأثیر قرار می‌گیرد.

## ۲. چگونگی تفکر ما: دو سیستم تفکر
کارایی مغز انسان بسیار بیشتر از میزان گیجی آن است. چگونه ما انسان‌ها در برخی کارها نابغه هستیم و در برخی دیگر گیج هستیم؟ بتهوون نهمین سمفونی باور نکردنی خودش را وقتی نوشت که ناشنوا بود؛ اما از شنیدن این که معمولاً کلید خانه‌اش را جا می‌گذاشته‌است غافلگیر نمی‌شویم. چگونه انسان‌ها در عین حال هم باهوش اند و هم کند ذهن؟
بسیاری از دانشمندان علم عصب‌شناسی و روان‌شناسی تعریفی از کارکرد مغز انسان ارائه می‌دهند که به ما کمک می‌کند که این تناقض ظاهری را حس کنیم. این نظریه شامل تفاوت بین دو نوع طرز فکر است. یکی از آن‌ها حسی و خودکار است، و دیگری انعکسی و منطقی است. سیستم اول را سیستم خودکار و سیستم دوم را سیستم انعکسی می‌نامیم. در ادبیات روان‌شناسی گاهی از این دو سیستم به عنوان سیستم اول و دوم یاد می‌کنند. ویژگی‌های کلیدی هر یک از این دو سیستم عبارتند از:
سیستم خودکار: مهار نشده - بدون تلاش- جمعی- سریع – ناهشیار – مهارتی.
سیستم انعکسی: مهار شده و تحت اختیار – با تلاش – استقرایی و با قیاس – کند – آگاهانه – قاعده مند.
سیستم خودکار سریع است و شامل کارهای غریزی می‌شود و شامل کارهایی که معمولاً وابسته به تفکر کردن هستند، نمی‌شود. زمانی که شما جاخالی می‌دهید چون یک توپ به‌طور غیرمنتظره به سمت شما پرتاب می‌شود، یا وقتی که از متلاطم شدن هوا و تکان خوردن هواپیما عصبی و مضطرب می‌شوید، یا وقتی که با دیدن یک سگ بامزه لبخند می‌زنید، شما در حال به‌کارگیری سیستم خودکار هستید. دانشمندان مغز می‌گویند که بسیاری از فعالیت‌های سیستم خودکار به وسیلهٔ پیرترین قسمت مغز انجام می‌شود.
سیستم انعکسی مثل زمانی است که از یک نفر بپرسیم که چندتا ۳۷ تا می‌شود ۴۴۴ تا؟ بسیاری از مردم دوست دارند که سیستم انعکسی را در تصمیم‌گیری‌های خود هنگامی که در مسیر یک سفر هستند یا هنگامی که می‌خواهند تصمیم بگیرند که به دانشکدهٔ حقوق بروند یا به دانشکدهٔ اقتصاد، یا زمانی که می‌خواهند ازدواج کنند (در اغلب موارد)، به کار بگیرند. زمانی که ما این کتاب را می‌نویسیم غالباً از سیستم انعکسی خود استفاده می‌کنیم، اما گاهی ایده‌ها زمانی در سر ما می‌آیند که ما در حال دوش گرفتن یا قدم زدن هستیم، و در کل مشغول تفکر راجع به نوشتن کتاب نیستیم، و این ایده‌ها احتمالاً از سیستم خودکار ما ناشی می‌شوند.
اکثر آمریکایی‌ها برای بیان درجه حرارت هوا به واحد فارنهایت یک واکنش ناشی از سیستم خودکار را از خود نشان می‌دهند، اما برای بیان درجه حرارت هوا به واحد سلسیوس، از سیستم انعکاسی خود استفاده می‌کنند؛ برای اروپایی‌ها این قضیه برعکس است. مردم برای صحبت کردن به زبان ملی خود از سیستم خودکار استفاده می‌کنند، اما در تلاش برای به کار بردن زبان بیگانه از سیستم انعکاسی خود استفاده می‌کنند؛ اما دو زبانه بودن به‌طور حقیقی و ذاتی به این معناست که شخص با استفاده از سیستم خودکار به دو زبان صحبت می‌کند.
در سیستم خودکار به وسیلهٔ تکرار و تمرین زیاد می‌توان ماهر شد، اما بعضی از مهارت‌ها در این سیستم نیاز به زمان و تلاش زیادی دارد. یکی از دلایلی که نوجوانان به صورت خطرناک رانندگی می‌کنند این است که سیستم خودکار آنان به اندازهٔ کافی تمرین نکرده‌است و در استفاده از سیستم انعکسی هم بسیار کند عمل می‌کنند.
به علت تفاوت و تعارض بین این دو سیستم، مردم اغلب دچار اشتباه می‌شوند، که این اشتباهات ناشی از تعصبات شدید، فناوری هوشمند و سفسطه است.

## ۳. آزادی‌خواهی پدرسالارانه
آزادی‌خواهی پدرسالارانه که پدرسالاری نرم نیز نامیده می‌شود، اتحاد دو ایدهٔ سیاسی عمومی که با هم در تضاد هستند را نشان می‌دهد: آزادی فردی و پدرسالاری. سانستاین و تالر بیان می‌کنند که جنبهٔ آزادی‌خواهی استراتژی‌های ما، در اصرار کردن ساده نهفته‌است، که به‌طور کلی مردم باید در انجام آنچه که دوست می‌دارند آزاد باشند و در انتخاب ترتیبات نامطلوب نیز اگر بخواهند که آن‌ها را انتخاب کنند آزاد باشند.
بخش کلمهٔ پدرسالاری در این اصطلاح، این ادعا را در خود نهفته دارد که، این حق قانونی افراد است که به انتخاب دست بزنند، تا تلاش شود که رفتار مردم برای ایجاد یک زندگی طولانی‌تر، سالم‌تر، و بهتر تحت تأثیر قرار بگیرد.
معماری انتخاب به عنوان روشی توصیف شده‌است که در آن، تصمیمات تحت تأثیر چگونگی گزینه‌های پیش رو اخذ می‌شوند. مردم می‌توانند با تنظیم معماری انتخاب‌هایشان در یک روش خاص، مورد تلنگر واقع شوند، بدون این که آزادی انتخاب فردی از آن‌ها سلب شود؛ یعنی در واقع مردم با وجود داشتن آزادی انتخاب، به سمت انتخاب‌هایی که بیشتر منافع آن‌ها را تأمین می‌کند سوق داده می‌شوند و در واقع نحوهٔ انتخاب‌های آن‌ها توسط دولت طراحی می‌شود، که این را معماری انتخاب می‌نامند. یک مثال ساده از تلنگر خوردن می‌تواند این باشد که، سفارش دادن غذای سالم در بوفهٔ مدرسه چه تأثیری در بهبود سطح بینایی کودکان دارد، در حالی که با خوردن غذای ناسالم و کهنه، بسیار سخت است که بتوان به این نتیجهٔ مطلوب دست یافت. در واقع افراد از خوردن آن چیزهایی که می‌خواهند، جلوگیری نمی‌کنند اما انتخاب مواد غذایی خود را تنظیم می‌کنند، و این شیوه باعث می‌شود که مردم کمتر غذاهای کهنه و ناسالم بخورند و بیشتر غذاهای سالم بخورند.

## ۴. توصیه‌های سیاسی
سانستاین و تالر ایده‌های کتاب Nudge را در زمینهٔ معماری انتخاب، با پیشنهاد توصیه‌های سیاسی در مورد روح پدرسالاری آزادی‌خواهی، اعمال می‌کنند. آن‌ها توصیه‌هایی در زمینه‌های امور مالی، سلامتی، محیط زیست، مدارس و ازدواج در این کتاب دارند. آن‌ها معتقدند که این مشکلات را حداقل تا حدودی، می‌توان از طریق بهبود معماری انتخاب، تقلیل داد.

## الف) پس‌انداز بازنشستگی
تالر و سانستاین در این کتاب اشاره می‌کنند که بسیاری از آمریکایی‌ها به اندازهٔ کافی، برای دوران بازنشستگی خود پس‌انداز نمی‌کنند. آن‌ها بیان می‌کنند که در سال ۲۰۰۵، نرخ پس‌انداز شخصی برای آمریکایی‌ها، برای اولین بار از سال ۱۹۳۳ (یعنی سال رکود بزرگ در آمریکا)، منفی بوده‌است.
یکی از تغییراتی که آن‌ها در این کتاب پیشنهاد می‌دهند این است که برنامه‌های پیش‌فرض بهتری برای کارمندان ایجاد شود.
کارمندان ممکن است بتوانند هر برنامه‌ای را که دوست دارند اتخاذ کنند، اما اگر هیچ کاری انجام نشود، آن‌ها به‌طور خودکار در یک برنامهٔ با طراحی ماهرانه (مانند امنیت اجتماعی)، قرار می‌گیرند. آن‌ها همچنین پیشنهاد می‌کنند که برنامه‌ای به عنوان پس‌انداز بیشتر برای آینده، در نظر گرفته شود. این است که برای رسیدگی به این مسئله، افرادی که میل بیشتری برای صرفه جویی دارند اما هنوز انجام آن را به تأخیر می‌اندازند را، مورد خطاب قرار می‌دهند. این برنامه همچنین می‌تواند افرادی که خودشان را متعهد به این موضوع می‌دانند را، به افزایش میزان پس‌انداز هم‌زمان با افزایش میزان پرداخت (دستمزد)، دعوت کند.

## ب) بهداشت و درمان
این کتاب همچنین شامل یک تجزیه و تحلیل از برنامهٔ پزشکی دولت بوش می‌باشد. تالر و سانستاین بیان می‌کنند که برخی از ابعاد برنامهٔ بوش در مسیر صحیحی طراحی شده بود، اما به عنوان بخشی از برنامهٔ معماری انتخاب، از یک طراحی دست و پاگیر که مانع تصمیم‌گیری صحیح می‌شد، رنج می‌برد. به‌طور خاص آن‌ها فکر می‌کنند که، پیش‌فرض انتخاب برای این برنامه، تصادفی نبوده‌است، و این که به ذی‌نفع این برنامه منابع کافی برای ارتباط با تعدادی از این منتخب‌ها داده نشده‌است که بتواند با آن‌ها مواجه شود. آن‌ها فکر می‌کنند که، سالمندانی که در این برنامه ثبت نام نکرده‌اند، باید یک برنامهٔ دیگری به آن‌ها اختصاص پیدا کند که سالانه آن‌ها باید یک لیست کامل از تمام داروهایی که استفاده می‌کنند، و همهٔ هزینه‌هایی که متحمل می‌شوند را، از طریق پست الکترونیکی ارسال کنند.
این اطلاعات به صورت آنلاین، آزادانه در اختیار همگان قرار می‌گیرد، پس هر ذی‌نفعی به راحتی می‌تواند نتایج برنامه‌های خود را با فرد دیگری که شرایط مشابه او را دارد، مقایسه کند.
سانستاین و تالر همچنین راهی را برای افزایش نرخ اهدای عضو در ایالات متحدهٔ آمریکا پیشنهاد می‌کنند. آن‌ها استدلال می‌کنند که یک برنامهٔ انتخاب اجباری باید در جای مناسب خود، برگزار شود، به عنوان نمونه در جایی که شخصی برای تمدید گواهی نامهٔ رانندگی خود اقدام می‌کند؛ در این‌جا آن افراد باید بگویند که آیا می‌خواهند یک اهداکنندهٔ عضو باشند یا نه. آن‌ها همچنین حمایت از ایجاد وب سایت‌هایی که نشان می‌دهند که حمایت اجتماعی در اهدای عضو گسترده‌تر شده‌است را توصیه می‌کنند؛ تا این که به مردم تلنگری بزنند که خودشان نیز، به یک اهداکنندهٔ عضو تبدیل شوند.

## پ) ازدواج و تأهل
سانستاین در کتاب اخیرش پیشنهاد می‌کند که به رسمیت شناختن ازدواج به وسیلهٔ دولت قطع شود. بر طبق این طرح سانستاین چنین استدلال می‌کند که کلمهٔ ازدواج دیگر در هیچ‌یک از قوانین ظاهر نمی‌شود و دیگر نیازی نیست که جواز ازدواج توسط قسمت‌های مختلفی از دولت ارائه شود و به رسمیت شناخته شود. او ادامه می‌دهد که، وضعیت حقوقی مستقر بر زوجین، تنها یک اتحاد مدنی است که یک قرارداد مشارکت داخلی بین دو نفر است. او در ادامه می‌گوید که دولت نمی‌خواسته‌است که هر رابطهٔ خاصی را با نهادن نام ازدواج بر آن مورد حمایت و تصدیق قرار دهد، و به شناسایی دولت از ازدواج به عنوان غالبی با مجوز رسمی، اشاره می‌کند. سانستاین در ۱۱ ژوئیهٔ ۱۹۹۶ برای مشورت دادن علیه قانون حمایت از زناشوویی به سنا دعوت شد.

## کتاب‌ها
کتاب‌های سانستاین شامل موارد زیر است:
· The Ethics of Influence: Government in the Age of Behavioral Science (Cambridge University Press,2016). اخلاق نفوذ: دولت در عصر علوم رفتاری
· The Economics of Nudge (Critical Concepts in Economics) (published by Routledge, 2016). اقتصاد تلنگری (مفاهیم مهم در اقتصاد)
· The World According to Star Wars (published by Harper Collins, 2016). جهان براساس جنگ ستارگان
· Choosing Not to Choose: Understanding the Value of Choice (Oxford University Press, 2015). انتخاب عدم انتخاب: درک کردن ارزش انتخاب
· Constitutional Personae: Heroes, Soldiers, Minimalists, and Mutes (Inalienable Rights) (Oxford University Press, 2015). بازیگران قانون اساسی
· Wiser: Getting Beyond Groupthink to Make Groups Smarter (Harvard Business Review Press, 2015). عاقلانه تر: فراتر بردن افکار گروهی برای هوشیار تر کردن گروه‌ها
· Valuing Life: Humanizing the Regulatory State (University of Chicago Press, 2014). ارزش زندگی: انسانی کردن مقررات دولتی
· Conspiracy Theories and Other Dangerous Ideas (published by Simon and Schuster, 2014). تئوری‌ها و توطئه و دیگر ایده‌های خطرناک
· Why Nudge?: The Politics of Libertarian Paternalism (Yale University Press, 2014). چرا تلنگر: سیاست آزادی‌خواه آقابالاسری
· Simpler: The Future of Government (published by Simon and Schuster, 2013). ساده‌تر: آیندهٔ دولت
· Law and Happiness (University of Chicago Press, 2010). قانون و شادی
· A Constitution of Many Minds (Princeton University Press,2009). اساس بسیاری از ذهن‌ها
· Going to Extremes: How like minds unite and divide (Oxford University Press,2009). افراط کردن: چگونه ذهن‌ها منسجم می‌شوند و تقسیم می‌شوند
· Nudge: Improving decisions about health,wealth,and happiness (Yale University Press 2008) (with Richard H. Thaler). تلنگر: بهبود تصمیم‌گیری در مورد سلامتی، ثروت و شادی
· Worst-Case Scenarios (Harvard University Press 2007). بدترین سناریوها
· Are Judges Political? An Empirical Investigation of the Federal Judiciary (Brookings Institution Press 2006) (with David Schkade, Lisa Ellman, and Andres Sawicki). آیا قضات سیاستمدار اند؟ بررسی تطبیقی دادگاه‌های فدرال
· Infotopia: How Many Minds Produce Knowledge (Oxford University Press 2006). چه تعداد از ذهن‌ها دانش تولید می‌کنند
· Radicals in Robes: Why Extreme Right-Wing Courts Are Wrong for America (2005). افراطی‌ها در لباس بلند: چرا وجود دادگاه‌های جناح راست افر اطی در آمریکا اشتباه است.
· The Laws of Fear: Beyond the Precautionary Principle (based on the Seeley Lectures 2004 at Cambridge University) (Cambridge University Press 2005). قوانین ترس: فراتر از اصل احتیاط
· The Second Bill of Rights: Franklin Delano Roosevelt's Unfinished Revolution and Why We Need It More Than Ever (2004). دومین قانون اساسی: انقلاب ناتمام فرانکلین روزولت و این که چرا بیش از همیشه به آن نیازمندیم
· Why Societies Need Dissent (Harvard University Press 2003). چرا جوامع نیاز به اختلاف عقیده دارند؟
· Animal Rights: Current Controversies and New Directions (Oxford University Press 2004). حقوق حیوانات: بحث و جدل کنونی و دستورالعمل‌های جدید
· Risk and Reason (Cambridge University Press 2002) (translations forthcoming in Spanish, Chinese, and Farsi). خطر و دلیل (در شرف ترجمه به زبان‌های اسپانیایی، چینی و فارسی)
· The Cost-Benefit State (American Bar Association 2002). هزینه – سود دولت
· Punitive Damages: How Juries Decide (University of Chicago Press 2002) (with Reid Hastie, John Payne and David Schkade). خسارات تنبیهی: چگونگی تصمیم‌گیری هیئت منصفه
· Republic.com (paperback edition 2002), (Princeton University Press 2007), (multiple translations, including Spanish, Italian, Japanese, and Chinese). جمهوری.com (ترجمه‌های متعدد شامل زبان‌های اسپانیایی، ایتالیایی، ژاپنی و چینی)
· Designing Democracy: What Constitutions Do (Oxford University Press 2001). طراحی دموکراسی: چه قانون اساسی ای اعمال شود
· Behavioral Law and Economics (Cambridge University Press, 2000). قانون رفتاری و اقتصاد رفتاری
· One Case At A Time: Judicial Minimalism on the Supreme Court (Harvard University Press 1999). یک پرونده در یک زمان: مینیمالیسم قضایی در دیوان عالی
· The Cost of Rights (1999), (with Stephen Holmes). هزینهٔ حقوق
· Free Markets and Social Justice (Oxford University Press 1997). بازار آزاد و عدالت اجتماعی
· Legal Reasoning and Political Conflict (Oxford University Press 1996). استدلال حقوقی و تعارضات سیاسی
· Democracy and the Problem of Free Speech (The Free Press 1993) دموکراسی و مشکل آزادی بیان.
· The Partial Constitution (Harvard University Press 1993). قانون اساسی ناتمام
· After the Rights Revolution: Reconceiving the Regulatory State (Harvard University Press 1990). پس از انقلاب حقوق
· Feminism and Political Theory (University of Chicago Press 1990) فمینیسم و نظریهٔ سیاسی.
تحقیقات نشریات حقوقی بیانگر این است که سانستاین بین سال‌های ۲۰۰۹ تا ۲۰۱۴ بیشترین ارجاع و نقل قول را در بین پژوهشگران حقوقی آمریکا دارد.